# 天児牛大
天児 牛大（あまがつ うしお、1949年12月31日 - 2024年3月25日）は、日本の舞踏家、振付家、演出家。本名は上島正和。舞踏カンパニー山海塾主宰。勲章は旭日小綬章。全身白塗りと剃髪での舞踏で知られた。1997年よりオペラの演出も手がけた。

## 略歴
- 1949年 - 神奈川県横須賀市に生まれる。
- 1972年 - 大駱駝艦創設に参画。
- 1975年 - 山海塾を創設。
- 1980年 - 最初の海外公演。
- 1989年 - 青山スパイラルホール芸術監督に就任。
- 1992年 - バニョレ国際振付コンクール審査委員長
- 2002年〜2005年 - トヨタ・コレオグラフィー・アワード審査委員長
- 2024年3月25日 - 心不全のため死去[2]。74歳没。死没日付をもって旭日小綬章を追贈された[3]。

## 創作歴
- 1977年 - 作品『アマガツ頌』
- 1978年 - 作品『金柑少年』
- 1979年 - 作品『処理場』
- 1981年 - 作品『砂紀』
- 1982年 - 作品『縄文頌』 パリ市立劇場とのコ・プロデュース
- 1984年 - 作品『熱の型』 パリ市立劇場とのコ・プロデュース
- 1985年 - 写真集『月』のための振付、演出（共演 山口小夜子）
- 1986年 - 作品『卵熱』 パリ市立劇場とのコ・プロデュース
- 1987年 - 写真集『卵を立てることから』作、演出、振付（写真家 福田巌、出演 山海塾）
- 1988年 - 米国ジェイコブス・ピロー財団（マサチューセッツ）の招待により１ヵ月のワークショップ。続いてスプラッシュダンスフェスティバルにて作品『風姿』発表（音楽：フィリップ・グラス、出演：アメリカ人ダンサー6人）
- 1988年 - 作品『しじま』 パリ市立劇場とのコ・プロデュース
- 1989年 - 加古隆(ピアノ)とイズマエル・イヴォ(ダンス)による『アポカリプス』(89年)を演出。於：青山スパイラルホール
- 1989年 - 米国人ダンサー6人の踊る『フィフス―V』(90年)を構成・演出・振付。於：青山スパイラルホール
- 1991年 - 作品『そっと触れられた表面―おもて』（共同プロデュース：パリ市立劇場／銀座セゾン劇場／山海塾）
- 1993年 - 作品『常に揺れている場の中で―ゆらぎ』（共同プロデュース：パリ市立劇場／銀座セゾン劇場／フランス国立現代舞踊センター・アンジェ／山海塾）
- 1995年 - 作品『ゆるやかな振動と動揺のうちに―ひよめき』（共同プロデュース：パリ市立劇場／銀座セゾン劇場／サンカンタン・アン・イブリンヌ国立劇場／山海塾、協力：フランス国立現代舞踊センター・アンジェ）
- 1997年 - オペラ『青ひげ公の城』を演出（指揮ペーター・エトヴェシュ、主催：東京都歴史文化財団、於：東京国際フォーラム）
- 1997年 - 加古隆コンサート『色を重ねて』を演出（作曲：加古隆、於：パークタワーホール）
- 1998年 - ペーター・エトヴェシュ指揮による新作オペラ『三人姉妹』(原作:チェーホフ)を演出。フランス・リヨン国立歌劇場にて初演。
- 1998年 - ペーター・エトヴェシュ作曲による新作オペラ“Lady SARASHINA”(原作:菅原孝標女「更級日記」)を演出。リヨン国立歌劇場にて初演。
- 1998年 - 作品『遥か彼方からの―ひびき』（共同プロデュース：パリ市立劇場／アイオワ大学ハンチャーオーディトリアム／財団法人びわ湖ホール／山海塾、協力：フランス国立現代舞踊センター・アンジェ）
- 2000年 - 作品『かがみの隠喩の彼方へ―かげみ』（共同プロデュース：パリ市立劇場／財団法人びわ湖ホール／山海塾、協力：フランス国立現代舞踊センター・アンジェ）
- 2003年 - 作品『仮想の庭―うつり』（共同プロデュース：パリ市立劇場／財団法人びわ湖ホール／山海塾、協力：フランス国立現代舞踊センター・アンジェ）
- 2003年 - 作品『金柑少年（リ・クリエーション）』 かつて天児牛大が踊ったソロパートを若手三人が分担し、天児は演出・振付に徹する。
- 2006年 - 作品『時のなかの時―とき』（共同プロデュース：パリ市立劇場／北九州芸術劇場／山海塾）
- 2008年 - 作品『UTSUSHI』過去の諸作品の群舞パートをもとにしたコラージュ作。初演：シャトーヴァロン（フランス）。天児牛大は演出・振付に徹する。
- 2008年 - 作品『降りくるもののなかで―とばり』（共同プロデュース：パリ市立劇場／北九州芸術劇場／山海塾）
- 2010年 - 作品『二つの流れ―から･み』(共同プロデュース：パリ市立劇場／北九州芸術劇場／山海塾）

## 受賞（受章）歴
- 1992年 フランス政府から芸術文化勲章（シュヴァリエ章）
- 1995年 外務大臣表彰（山海塾）
- 1998年 演出家として参加した新作オペラ『三人姉妹』（原作：アントン・チェーホフの同名戯曲、作曲：ペーター・エトヴェシュ、指揮：ケント・ナガノ）が、フランス批評家協会最優秀賞を受賞。
- 2001年 第33回舞踊批評家協会賞（山海塾）
- 2002年 第26回ローレンス・オリヴィエ賞の「最優秀新作ダンス作品賞」（『ひびき』）（山海塾）
- 2004年 平成15年度芸術選奨文部科学大臣賞[舞踊部門]
- 2007年 第6回朝日舞台芸術賞グランプリ(『とき』)およびキリンダンスサポート（山海塾）
- 2008年 演出家として参加した新作オペラ“Lady SARASHINA ”（原作:菅原孝標女「更級日記」）（ペーター・エトヴェシュ作曲）が、フランス批評家協会賞最優秀賞を受賞。
- 2011年 紫綬褒章[4]
- 2014年 フランス政府から芸術文化勲章（コマンドール章）[5]
- 2024年 旭日小綬章[1]

## 書籍・写真集・その他文献など
- "Dialogue avec la gravité" Ushio Amagatsu 、Actes Sud 社、2000年
- 写真集 "Sankai Juku"  写真：Guy Delahaye 、Actes Sud 社、2000年
- 写真集『AMAGATSU』 写真：上田義彦、ブック・デザイン：山形季央、テキスト：伊藤俊治、光琳社、1995年